# Megan Dirkmaat
Megan Dirkmaat, född den 3 maj 1976 i San José, Kalifornien, är en amerikansk roddare.
Hon tog OS-silver i åtta med styrman i samband med de olympiska roddtävlingarna 2004 i Aten.